# Black Ice
Black Ice — альбом групи AC/DC випущений в 2008 році. Він був першим за вісім років студійним диском групи, і про його вихід було оголошено за два місяці, як і про те, що легально придбати його можна буде тільки в мережі Wal-Mart. Вже через тиждень він став платиновим в Австралії і отримав перші місця в хіт-парадах 29 держав, а до кінця року знайшов статус платинового у 13 країнах, включаючи США . П'ять дисків, а також музичні інструменти, були розіграні в влаштованому групою конкурсі на найкращий кліп.
Після випуску платівки AC/DC зробили турне на його підтримку, що супроводжувалося курйозними подіями на кшталт народження дитини однієї з слухачок і визнане «головним туром року» . За його підсумками планується до виходу концертний альбом

## Список композицій
1. Rock 'N' Roll Train
2. Skies On Fire
3. Big Jack
4. Anything Goes
5. War Machine
6. Smash N Grab
7. Spoilin' For A Fight
8. Wheels
9. Decibel
10. Stormy May Day
11. She Likes Rock-n-Roll
12. Money Made
13. Rock-n-Roll Dream
14. Rocking All The Way
15. Black Ice

## Склад
- Брайан Джонсон — вокал
- Анґус Янґ — електрогітара
- Малколм Янґ — ритм-гітара
- Вільямс Кліфф — бас-гітара
- Філ Радд — барабани

## Сертифікації
| Регіон | Сертифікація  | Продажі    |
| --- | ------------- | ---------- |
| Аргентина (CAPIF) | 2× Платиновий | 80 000^    |
| Австралія (ARIA) | 5× Платиновий | 350 000^   |
| Австрія (IFPI Austria) | 3× Платиновий | 60 000*    |
| Бельгія (BEA) | 2× Платиновий | 60 000*    |
| Бразилія (ABPD) | Золотий       | 30 000*    |
| Канада (Music Canada) | 5× Платиновий | 341,000    |
| Данія (IFPI Denmark) | 4× Платиновий | 80 000     |
| Фінляндія (IFPI Finland) | 2× Платиновий | 49,660     |
| Франція (SNEP) | 2× Платиновий | 400 000*   |
| Німеччина (BVMI) | 5× Платиновий | 1 000 000^ |
| Греція (IFPI Greece) | Платиновий    | 15 000^    |
| Угорщина (Mahasz) | 2× Платиновий | 12 000^    |
| Ірландія (IRMA) | 2× Платиновий | 30 000^    |
| Італія 2008 sales | —             | 150,000    |
| Італія (FIMI) sales since 2009 | Золотий       | 30 000*    |
| Японія | —             | 54,064     |
| Нідерланди (NVPI) | Платиновий    | 60 000^    |
| Нова Зеландія (RIANZ) | 2× Платиновий | 30 000^    |
| Польща (ZPAV) | Платиновий    | 20 000*    |
| Португалія (AFP) | Золотий       | 10 000^    |
| Росія (NFPF) | Платиновий    | 20 000*    |
| Іспанія (PROMUSICAE) | Платиновий    | 80 000^    |
| Швеція (IFPI Sweden) | 2× Платиновий | 80 000^    |
| Швейцарія (IFPI Switzerland) | 4× Платиновий | 120 000^   |
| Велика Британія (BPI) | Платиновий    | 300 000^   |
| США (RIAA) | 2× Платиновий | 2 000 000^ |
| Підсумки |               |            |
| Європа (IFPI) | 2× Платиновий | 2 000 000* |
| *продажі, що базуються лише на сертифікаціях · ^відвантаження, що базуються лише на сертифікаціях · продажі+прослуховування, що базуються лише на сертифікаціях |               |            |